# Svensk-norska samarbetsfonden
Svensk-norska samarbetsfonden är en svensk stiftelse som förvaltar en fond vars avkastning skall främja svensk-norskt samarbete

## Historia
Svensk-norska samarbetsfonden bildades 1949 genom medel från Norgehjälpens Frihets-gåvekommitté och Norska nasjonalhjelpen samt Svenska Norgehjälpen , hjälporganisationer som verkade under andra världskriget och ockupationen av Norge. 
Det bildades en fond i Sverige (Svensk-norska samarbetsfonden)  och en i Norge (Norsk-svensk samarbeidsfond). De två fonderna förenades 1993 och fonden är sedan dess en svensk stiftelse med säte i Stockholm.
När Svenskhemmet Voksenåsen i Oslo, Norges nationalgåva till Sverige, öppnades 1960 fick fonderna ansvar för driften. Sedan 1976 utgör Voksenåsen ett eget bolag med egen styrelse och driver idag sin egen programverksamhet under namnet Voksenåsen.  

## Verksamhet
Fondens uppgift är att främja svensk-norskt samarbete. Detta skall ske genom att verka för ömsesidigt utbyte och information om svenska och norska kultur- och samhällsförhållanden. För att utföra sin uppgift bedriver fonden en verksamhet som finansieras med medel från den årliga avkastningen av fondens kapital.

## Styrelse och direktör
Fondens styrelse består av tre ledamöter från Sverige och tre från Norge. Styrelsen utses av den svenska regeringen efter samråd med kulturdepartementet i Norge gällande de norska ledamöterna. 
Styrelsemedlemmar 2016-2020 är från Sverige: Lars Enqvist, Inga-Lill Nicolin och Emelie Palmér. Från Norge Janne Log (ordförande 2020), Rune Mörck-Wergeland och Odd Inge Skjaevsland. 
Fondens direktörer har varit Arne F. Andersson, 1949-82, Åke Landqvist, 1983-91,  Mats Wallenius (f.d Jönsson), 1991-99, Anders Ljunggren, 2000-2006  Mats Wallenius, 2007- 20. Anna Florén 2020-.  Direktörer för Norsk-svensk samarbeidsfond var: Henry N. Bache, 1949-66, Gerhard Arnesen, 1967-88 och Harald Løvaas, 1989-92.